# Erythrinus erythrinus
Erythrinus erythrinus popularmente conhecida como moroba ou jeju, é uma espécie de peixe.